# Claude English
Claude W. English (Columbus, Georgia, 26 de diciembre de 1946) es un exjugador y exentrenador de baloncesto estadounidense que disputó una temporada en la NBA, además de jugar en la EBA. Con 1,93 metros de estatura, jugaba en la posición de alero. Entre 1992 y 2005 ejerció como director deportivo en la pequeña universidad privada de Park University.

## Trayectoria deportiva

### Universidad
Jugó durante su etapa universitaria con los Rams de la Universidad de Rhode Island.

### Profesional
Fue elegido en el puesto 110 del Draft de la NBA de 1970 por Portland Trail Blazers, con los que disputó 18 partidos, en los que promedió 1,5 puntos y 1,1 rebotes. Jugó posteriormente tres temporadas con los Hartford Capitols de la EBA, con los que se proclamó campeón en 1974.

### Entrenador
Tras dejar su carrera de jugaror, regresó a su alma mater para ejercer como entrenador asistente, hasta que en 1980 se convirtió en entrenador principal. Permaneció en el puesto cuatro temporadas, en las que consiguió 45 victorias y 66 derrotas. En 1992 fichó por la Park University, donde permaneció como entrenador hasta 2005.

## Estadísticas de su carrera en la NBA

### Temporada regular
| Año     | Equipo   | PJ | MPP | %TC  | %TL  | RPP | APP | PPP |
| ------- | -------- | -- | --- | ---- | ---- | --- | --- | --- |
| 1970-71 | Portland | 18 | 3.9 | .262 | .714 | 1.1 | .3  | 1.5 |
| Total   | Total    | 18 | 3.9 | .262 | .714 | 1.1 | .3  | 1.5 |